# Night Watch (téléfilm)
Pour plus de détails, voir Fiche technique et Distribution.
Night Watch est un téléfilm américain de 1995 réalisé par David Jackson.

## Synopsis
Une enquête sur le vol d'un tableau de Rembrandt entraîne les agents de l'ONU Graham (Pierce Brosnan) et Carver (Alexandra Paul) d'Amsterdam à Hong Kong - et les plonge dans le monde de l'espionnage international de haute technologie.

## Fiche technique
- Titre original et français : Night Watch
- Titre alternatif : Detonator II: Night Watch
- Réalisation : David Jackson
- Scénario : David Jackson et Alistair MacLean
- Photographie : Michael Negrin
- Montage : Eric Boyd-Perkins
- Musique : John Scott
- Production : Boris Dmitrovic, Mike Mihalic et Peter Snell
- Pays d'origine :  États-Unis
- Langue : Anglais
- Durée : 101 minutes
- Date de sortie[1] : 13 octobre 1995 (USA)

## Distribution
- Pierce Brosnan : Mike Graham
- Alexandra Paul : Sabrina Carver
- William Devane : Nick Caldwell
- Michael J. Shannon : Martin Schraeder
- Lim Kay Siu : Mao Yixin
- Irene Ng : Myra Tang
- Hidde Maas : Miles Van Dehn
- Tom Jansen : l'inspecteur De Jongh
- Tomislav Ralis : Louis Armand
- Harold Bone : Lemmer
- Rolf Saxon : Fisk
- Natalie Roles : Jennifer
- Kate Harper : la psychologue
- Mark King : Luke Sheehan
- Terry Diab : la voix d'U.N.A.C.O.
- Ron Berglas : Roger Flint
- Suncana Zelenika : Stéphanie
- Ron Li-Paz : le courtier new-yorkais
- Jasna Bilušić : le journaliste du GNN d'Amsterdam
- Swee-Lin : Croupier
- Goran Višnjić : l'agent de sécurité de l'ONU
- Rex Wei : le capitaine de navire coréen
- Adrian Pang (en) : le technicien coréen
- Ed Miller : le technicien de la CIA de Hong Kong